# جوي مونتانا
جوي مونتانا (بالإسبانية: Joey Montana)‏ هو مغني بنمي، ولد في 3 مايو 1982 في Boquete District ‏ في بنما.

## وصلات خارجية
- جوي مونتانا على موقع IMDb (الإنجليزية)
- جوي مونتانا على موقع ميوزك برينز (الإنجليزية)
- جوي مونتانا على موقع أول ميوزيك (الإنجليزية)
- جوي مونتانا على موقع ديسكوغز (الإنجليزية)
- جوي مونتانا على موقع ديسكوغز (الإنجليزية)